# Carl Stanislaus Krumpholz
Carl Stanislaus Krumpholz (bis 1939 Stanislav Králíček, Stanislaus Králíček, Stanislav Kraliček) (* 26. Juni 1896 in Brünn; † vermisst seit 7. Mai 1945 im Raum Zwittau) war ein tschechoslowakischer Politiker und Abgeordneter der Sudetendeutschen Partei (SdP) im Prager Parlament.

## Leben
Als Sohn eines städtischen Sicherheitswachmannes geboren, studierte Krumpholz nach dem Besuch der Realschule in Brünn Bauingenieurwesen an der Technischen Hochschule Brünn. 1914 wurde er Mitglied der Burschenschaft Libertas Brünn. Während des Ersten Weltkrieges war er als Freiwilliger in Italien im Einsatz, geriet als Fähnrich in Kriegsgefangenschaft und kehrte 1920 zurück in die Heimat. Er beendete sein Studium als Diplom-Ingenieur und wurde Stadtbaumeister und selbstständiger Bauunternehmer.
Er setzte sich für die sudetendeutschen Belange ein und wurde 1933 Mitglied und Amtswalter der Sudetendeutschen Heimatfront HDF bzw. der Sudetendeutschen Partei SdP. Nachdem er Bezirksstellen- und Ortsstellenleiter der SdP in Brünn gewesen war, kam er 1935 in den Brünner Stadtrat und wurde 1937 Mitglied des Klubs der Abgeordneten der SdP. Für die SdP zog er ins Prager Parlament ein. 1939 wechselte er in den Klub der Abgeordneten der Nationalsozialisten und trat zum 1. April desselben Jahres der NSDAP bei (Mitgliedsnummer 7.068.818). Nach 1939 war er in Brünn als Kreisamtsleiter der NSDAP tätig. Vermutlich wurde er gegen Ende des Zweiten Weltkriegs eingezogen. Er gilt als vermisst.